# Questa sporca vita/La fisarmonica di Stradella
Questa sporca vita/La fisarmonica di Stradella è il primo singolo discografico di Paolo Conte pubblicato in Italia nel 1974.

## Tracce
Lato A
Testi e musiche di Paolo Conte.
1. Questa sporca vita – 3:15

Lato B
Testi e musiche di Paolo Conte.
1. La fisarmonica di Stradella – 3:40

## Descrizione
Entrambe le canzoni fanno parte dell'album Paolo Conte, pubblicato nello stesso anno il mese precedente.
Le due canzoni sono state registrate negli studi Format di Torino, di proprietà del maestro Happy Ruggiero, noto direttore d'orchestra e musicista torinese (già arrangiatore per la casa discografica DKF Folklore); i tecnici del suono sono Danilo Pennone e Giancarlo Fracasso.
Tra i musicisti che partecipano all'incisione c'è Danilo Pennone, il chitarrista di uno dei più noti gruppi beat torinesi, I Ragazzi del Sole.

### Questa sporca vita
Questa sporca vita è una delle più note canzoni di Paolo Conte; negli anni successivi ne sono stare realizzate alcune cover, tra cui:
- Sylvie Vartan (album Sylvie Vartan, 1975[2]
- Schola Cantorum (album Coromagia vol. 2, 1976[3])
- Sylvia Vrethammar (45 giri pubblicato in Germania Ovest, 1978, tradotta in tedesco da Petra Schmidt-Decker con il titolo Der Mann fürs Leben[4])
- Enzo Jannacci (album Ci vuole orecchio, 1980; con il titolo La sporca vita)[5]

### La fisarmonica di Stradella
La fisarmonica di Stradella trae il titolo dalla celebre produzione di fisarmoniche che caratterizzava fino a pochi anni fa questo paese della pianura Padana e precisamente nell'Oltrepò pavese.
Nada ne ha realizzato una cover (con alcuni piccoli cambiamenti nel testo) nel suo album Nada del 1976.
Lo stesso Conte l'ha incisa dal vivo nel suo LP Concerti.

## I musicisti
- Paolo Conte: voce, pianoforte, percussioni in Questa sporca vita
- Danilo Pennone: contrabbasso
- Pino Ruga: chitarra
- Pippo Colucci: violino
- Nando Francia: fisarmonica
- Silvano Morra: sax contralto in Questa sporca vita